# Maszyna żakardowa

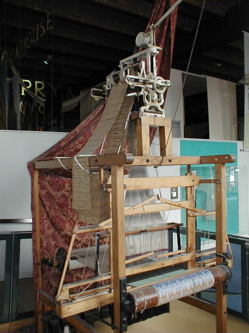
Krosno Jacquarda w Muzeum Nauki i Przemysłu w Manchesterze, Anglia

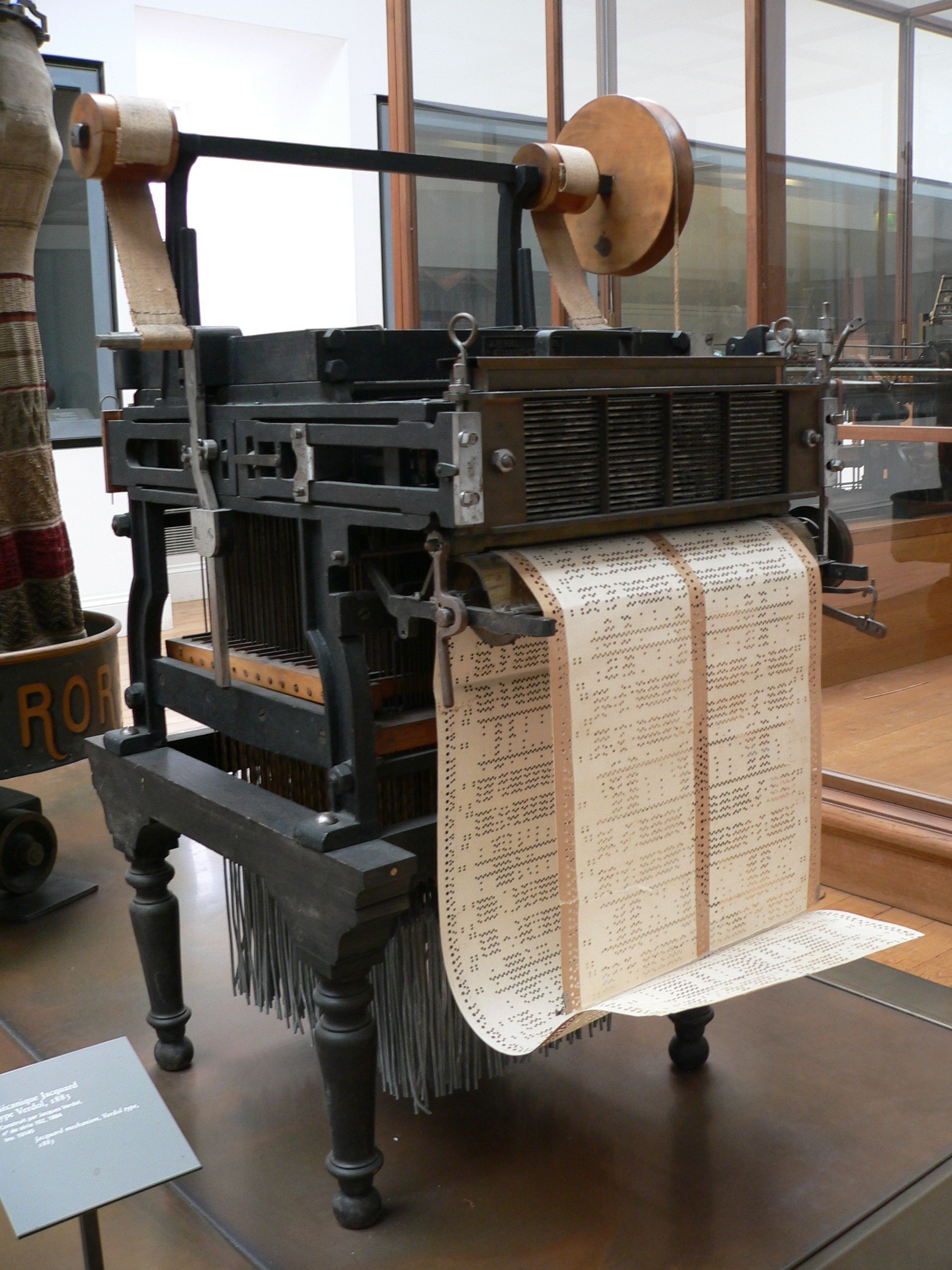

Maszyna żakardowa, mechanizm żakardowy, maszyna Jacquarda, urządzenie Żakarda, krosno żakardowe – mechanizm przesmykowy umożliwiający sterowanie pojedynczymi nitkami osnowy, wynaleziony w 1805 przez Josepha Marie Jacquarda. Stosowany w krosnach tkackich i maszynach dziewiarskich do tworzenia skomplikowanych, wielkoformatowych wzorów.

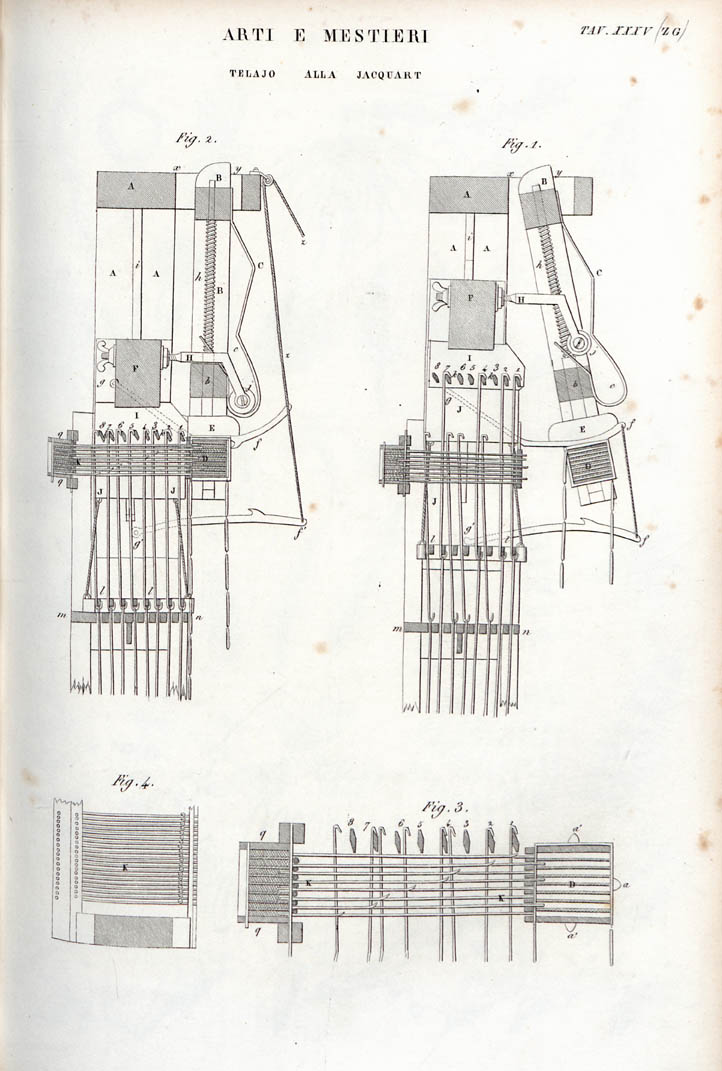
Maszyna żakardowa, 1849

W 1805 roku Joseph Marie Jacquard opracował metodę sterowania nitkami osnowy za pomocą kart perforowanych. Otwory w odpowiednich miejscach karty kierowały zaczepami wybierającymi nitki osnowy w odpowiednim kolorze dla danego wzoru na tkaninie. Było to pierwsze w dziejach sterowanie maszyny za pomocą programu.
Mechanizmy nicielnicowe służące do wytwarzania wzorzystych tkanin lub dzianin, sterowały według założonego programu (zarejestrowanego na kartach dziurkowanych) grupami nitek osnowy. Natomiast mechanizm żakardowy może sterować pojedynczymi nitkami osnowy i pozwala uzyskać na tkaninie dowolne, bardzo skomplikowane barwne wzory, ograniczone jedynie wyobraźnią projektanta. 
Sposób sterowania maszyną żakardową stanowi pierwowzór pamięci (karty perforowane) komputera.
Potocznie maszyny, w których zastosowano ten mechanizm przesmykowy nazywa się: krosno żakardowe, zamiast krosno z mechanizmem żakardowym lub maszyna dziewiarska żakardowa zamiast maszyna dziewiarska z mechanizmem żakardowym.
Zarówno karty perforowane zwane wówczas patronami, które sterowały tymi maszynami jak i praca na nich była wykonywana ręcznie. W 1896 roku polski wynalazca Jan Szczepanik opracował tańszą od ówcześnie stosowanych fotoelektryczną metodę tkania wzorzystego. Jego innowacje polegały na zastosowaniu metod fotograficznych w przygotowaniu kart, automatyczne wykonywanie na nich perforacji, zamontowanie automatycznego systemu odczytującego je oraz zastosowanie elektryczności w sterowaniu urządzeniem. Wszystkie wynalazki tkackie Szczepanika opatentowano w Niemczech, Austrii, Anglii oraz Stanach Zjednoczonych, gdzie spotkały się z wielkim zainteresowaniem przemysłowców ponieważ znacznie skracały i upraszczały proces produkcji tkanin oraz obniżały ich koszt.